# 耶利馬內省
耶利馬內省（法語：Cercle de Yélimané），是馬里的省份，位於該國西部，由卡伊區負責管轄，首府設於耶利馬內，面積5,700平方公里，2009年人口178,442，人口密度每平方公里31.31人。

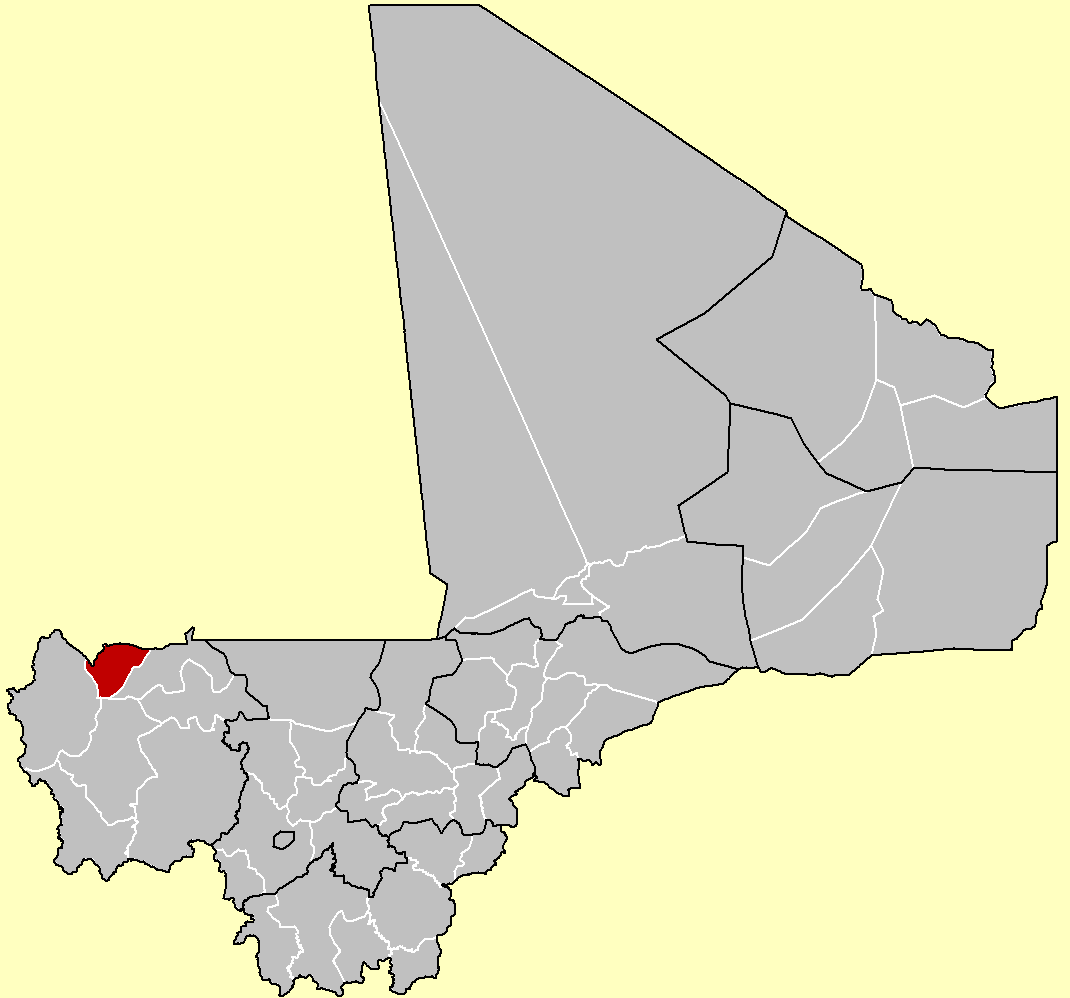